# Yūko Obuchi

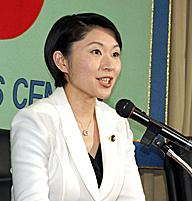
Yūko Obuchi (2009)

Yūko Obuchi (jap. 小渕 優子 Obuchi Yūko; * 11. Dezember 1973 in Bunkyō, Präfektur Tokio) ist eine japanische Politikerin der Liberaldemokratischen Partei (LDP) und Abgeordnete des Shūgiin, des Unterhauses der Nationalversammlung, für den 5. Wahlkreis Gunma. In der LDP gehörte sie bis zu ihrem Austritt im Januar 2024 zur Motegi-Faktion.
Von September 2014 bis zu ihrem Rücktritt im Oktober 2014 war sie Wirtschaftsministerin im zweiten Kabinett Abe. 

## Leben
Obuchi ist das dritte Kind des LDP-Politikers Keizō Obuchi (1937–2000); dieser war 1998 bis 2000 Premierminister Japans.
Nach ihrem Wirtschaftsstudium an der Seijō-Universität, das sie 1996 abschloss, arbeitete sie zunächst für den Fernsehsender Tōkyō Hōsō (TBS). Ab 1999 arbeitete sie im Büro ihres Vaters, während dieser Premierminister war.
Nach dem Tod ihres Vaters kandidierte sie bei der Wahl am 25. Juni 2000 im 5. Wahlkreis Gunma erfolgreich für dessen Sitz im Shūgiin. Dort leitete sie unter anderem den Ausschuss für Bildung, Kultur, Sport, Wissenschaft und Technologie und den Sonderausschuss für Okinawa und die Nordgebiete. Von 2006 bis 2007 war sie Staatssekretärin (seimukan) im Ministerium für  Bildung, Kultur, Sport, Wissenschaft und Technologie.
Von September 2008 bis September 2009 war Obuchi unter Premierminister Tarō Asō Staatsministerin für die Bekämpfung des Geburtenrückgangs und Geschlechtergleichstellung in seinem Kabinett. Mit 34 Jahren war sie bei Amtsantritt die jüngste Staatsministerin der Nachkriegsgeschichte.
Von Dezember 2012 bis September 2013 war Obuchi Staatssekretärin (fuku-daijin) im Finanzministerium für das zweite Kabinett von Premierminister Shinzō Abe. Anschließend wurde sie Vorsitzende des Kultus- und Wissenschaftsausschusses im Shūgiin. Im September 2014 berief Abe sie bei einer Kabinettsumbildung zur Nachfolgerin von Toshimitsu Motegi (Nukaga-Faktion) als Ministerin im Wirtschafts- und Industrieministerium; von Motegi übernahm sie auch die Zuständigkeit für die (im September 2011, ein halbes Jahr nach dem Beginn der Nuklearkatastrophe von Fukushima gegründete)
genshiryoku songai baishō, hairo tō shien kikō (原子力損害賠償・廃炉等支援機構, engl. Nuclear Damage Compensation and Decommissioning Facilitation Corporation), die Kernkraftwerksbetreiber bei Entschädigungen für Opfer von Nuklearkatastrophen unterstützt und seit 2014 auch für den Rückbau von Atomkraftwerken zuständig ist.
2019 übernahm sie den Vorsitz der LDP Gunma. Von 2023 bis 2024 war sie für die Nationalpartei unter Fumio Kishida Wahlkampfchefin.